# وارکائوس
وارکائوس (به لاتین: Varkaus) یک شهرک، شهرداری و municipality of Finland در فنلاند است که در ساوونیای شمالی واقع شده‌است.

## خواهرخوانده
شهرهای زالائگرسگ و پتروزاودسک خواهرخوانده‌های وارکائوس هستند.